# 聖母神樂院

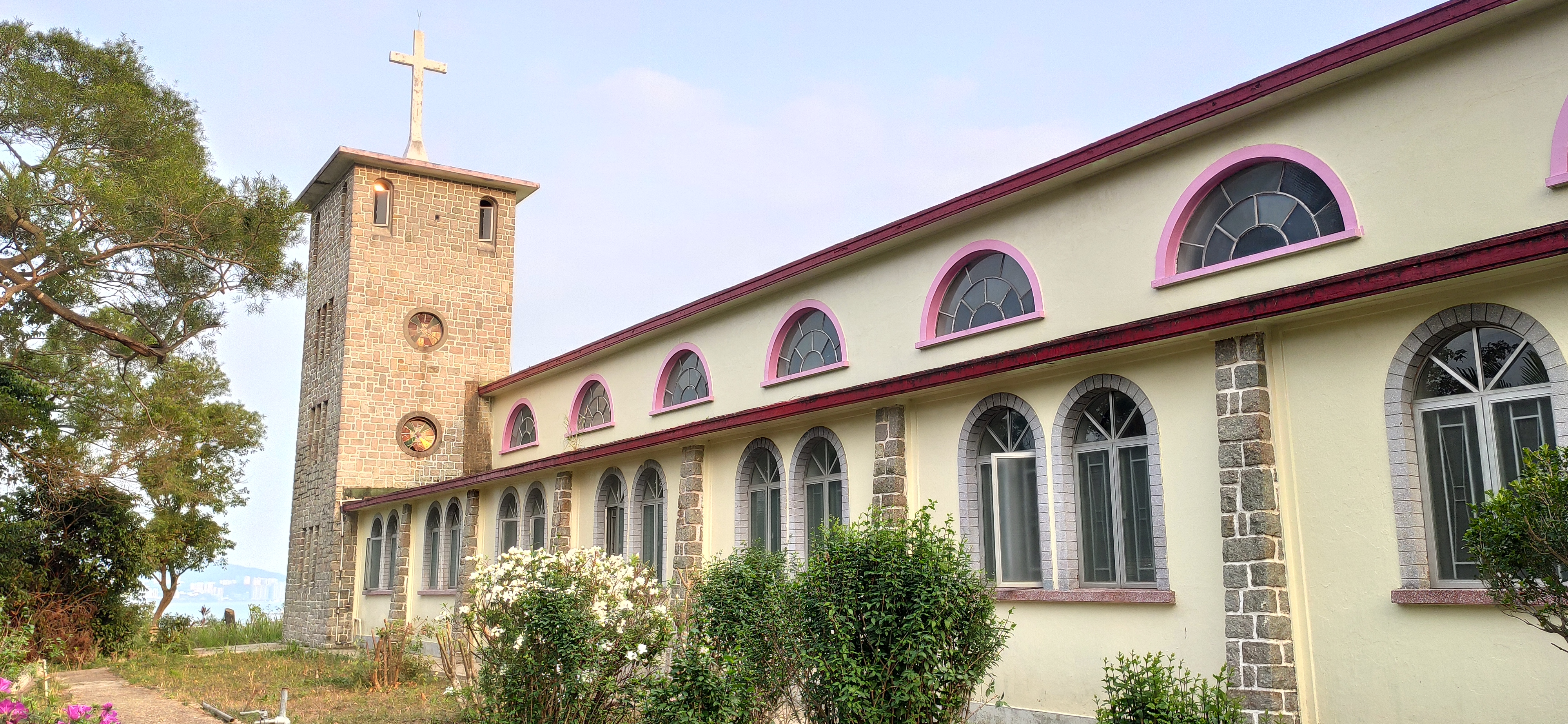
聖母神樂院

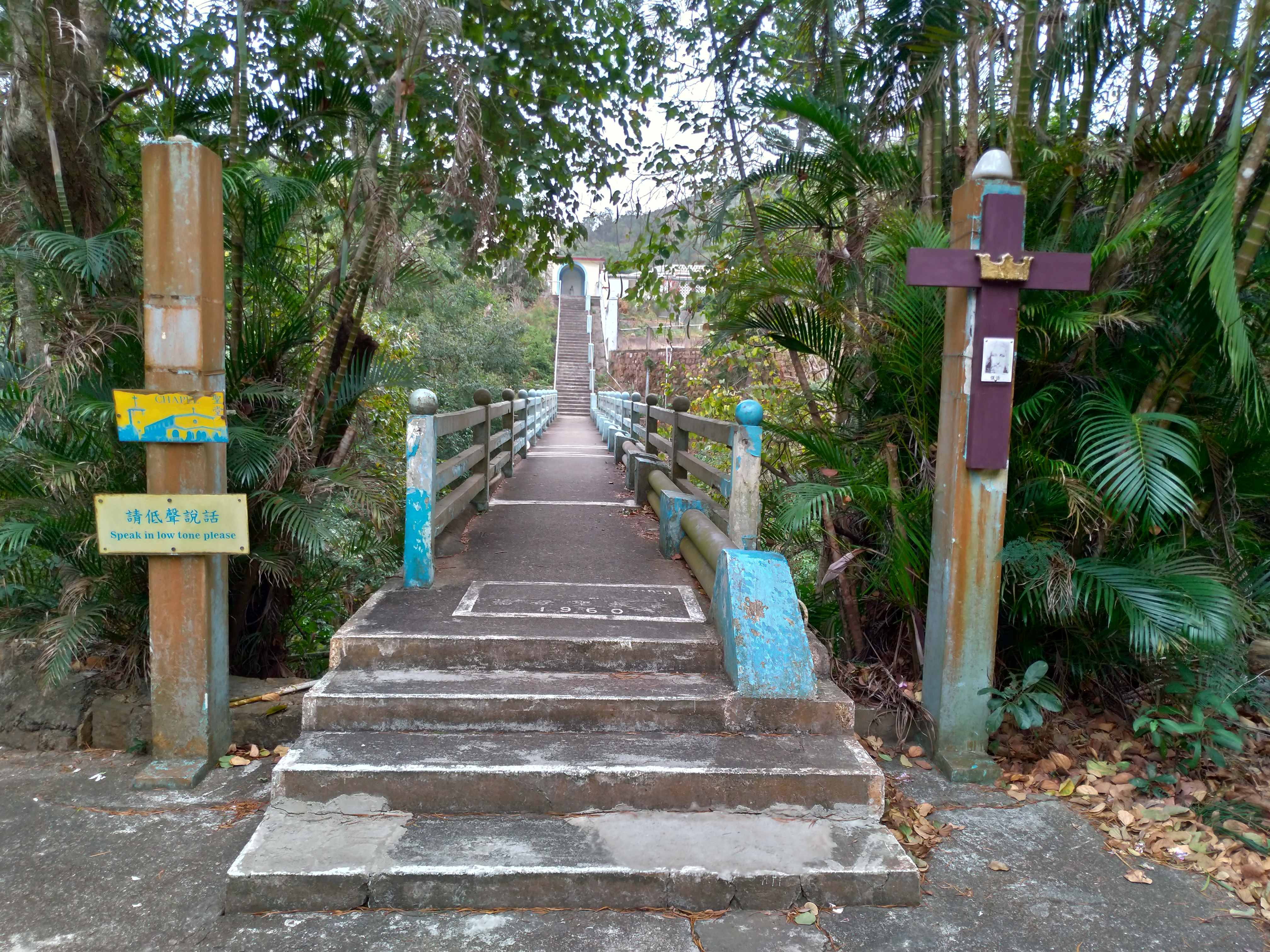
通往教堂的小橋

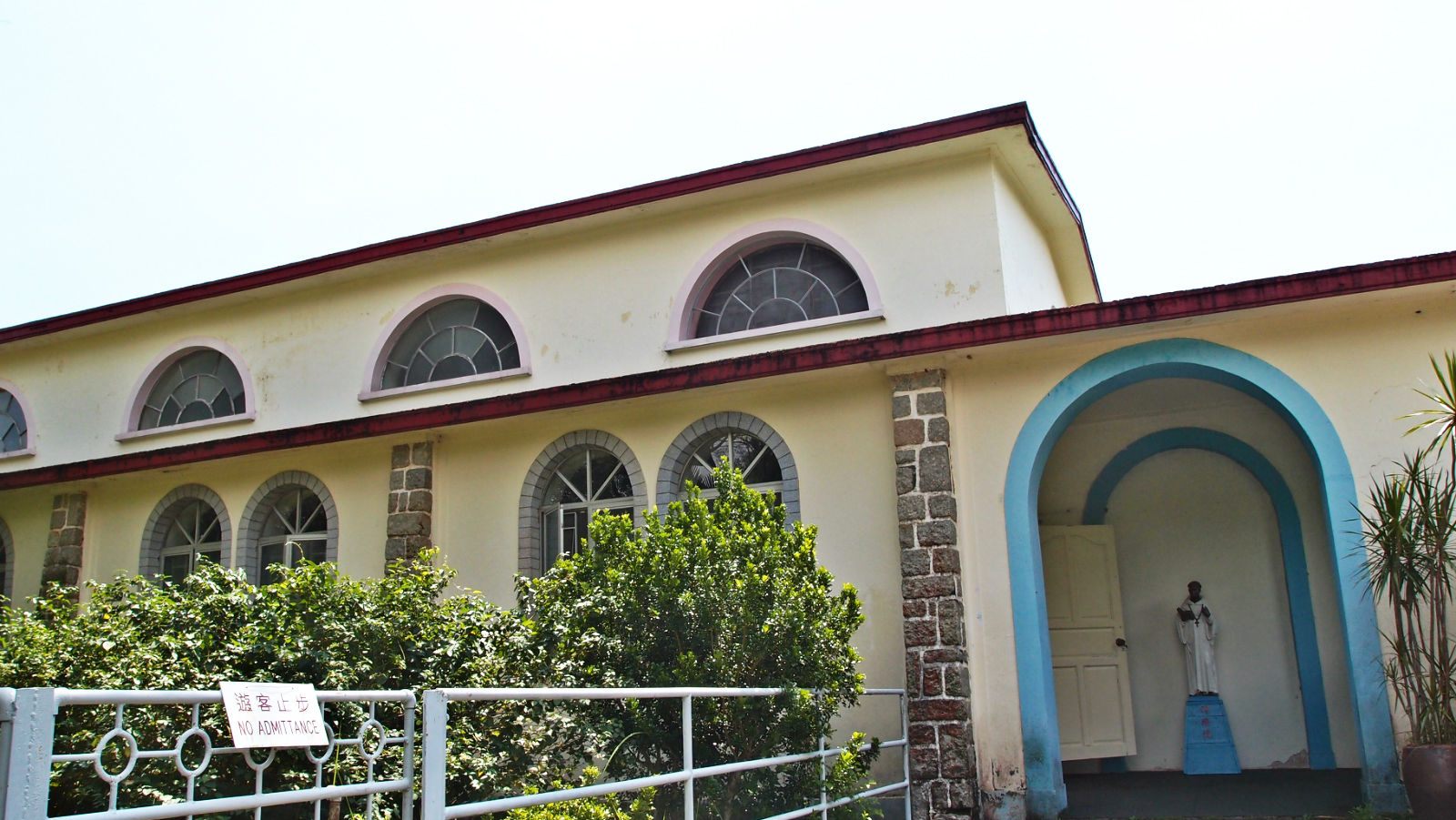
聖母神樂院，庭園禁止遊客進入

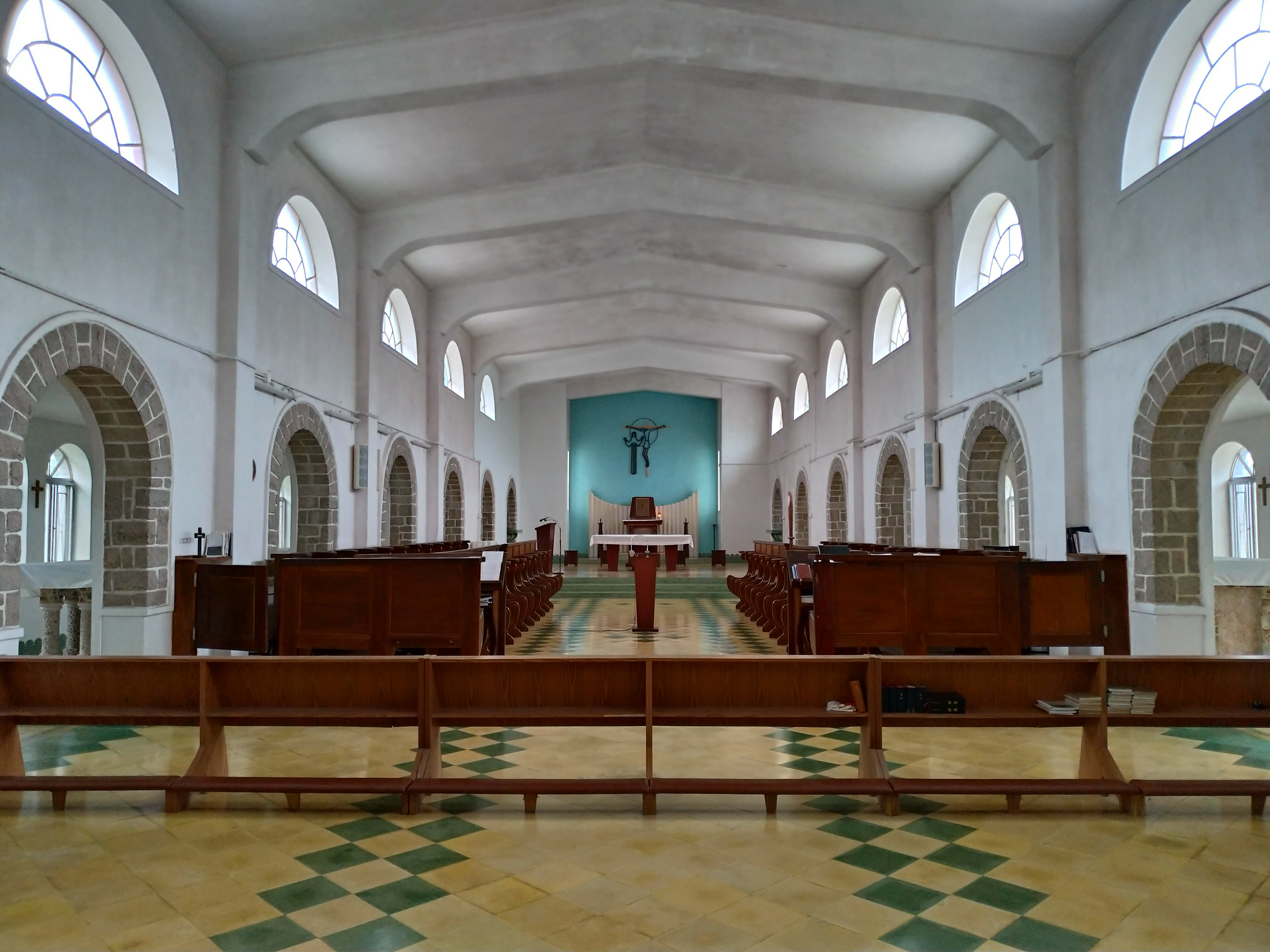
教堂的內部

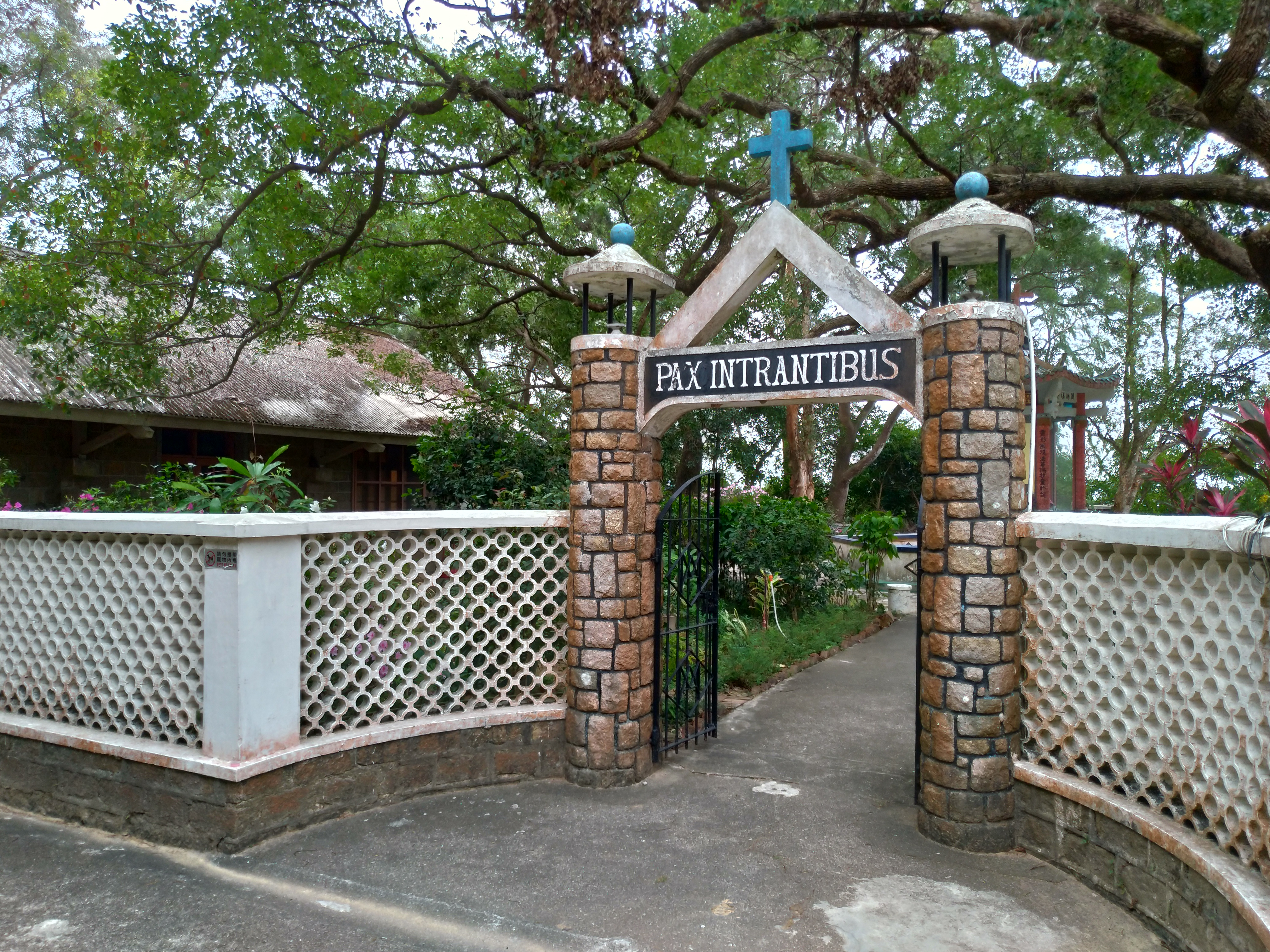
遊客可以進入的小花園

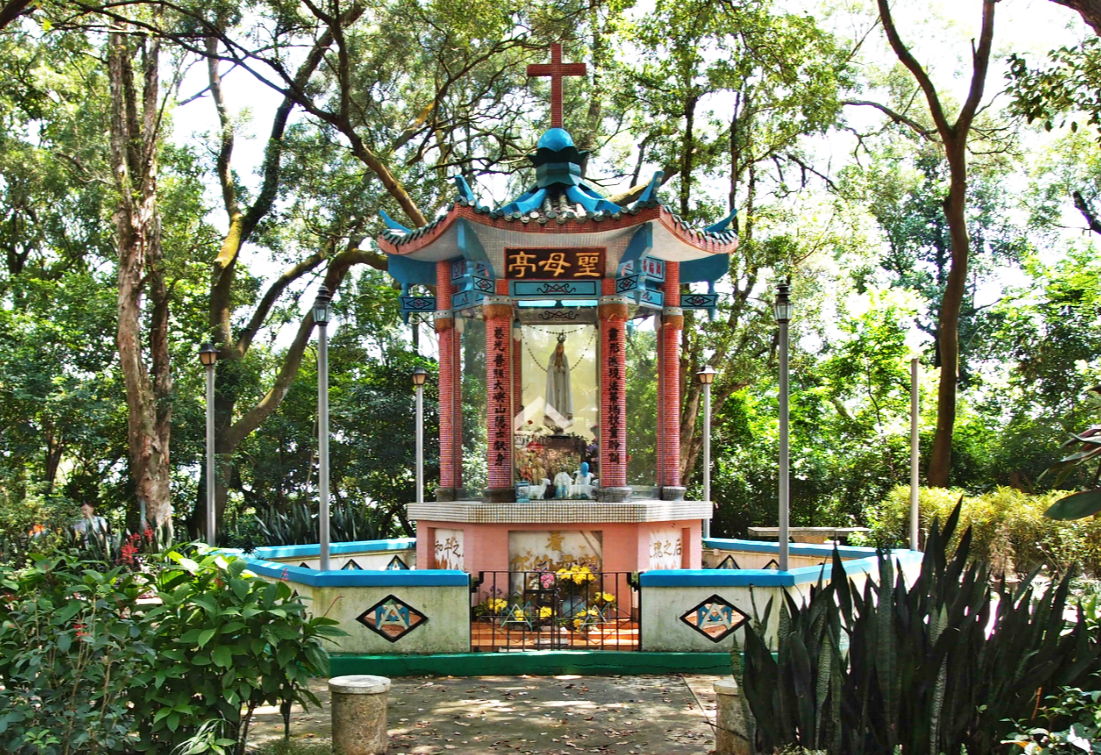
設計為中西合壁的聖母亭

聖母神樂院，又名熙篤會神樂院（英語：Trappist Haven Monastery，2000年改為），是位於香港大嶼山大水坑的天主教隱修院，於1950年建立，現時的修道院於1956年2月啟用。現任院牧為高豪神父。

## 歷史
聖母神樂院成立於1950年，最初由中國大陸逃難到英屬香港的修士建立，於1956年遷至大嶼山大水坑現址。

### 正定河灘
位於中國河北省正定滹沱河五孔桥南河灘（现石家庄市学府路3号河北天主教神哲学院校址），由26名來自察哈爾涿鹿县杨家坪圣母神慰院的司鐸在1926年成立，隸屬於嚴規熙篤隱修會。

### 四川泥巴沱
在國共內戰期间的1947年8月，正定神樂院被共產黨佔據，天主教徒受到迫害，于是在李博嵐院長率領下，神樂院的修士輾轉於1947年10月遷到四川省成都市新都县泥巴沱，至1949年因共產黨控制成都，李博嵐院長在1950年安排部分修士前往加拿大，他本人後來與十多名修士前往英屬香港。

### 香港大嶼山
據神樂院隱修士記述逃難到香港初期，建立修道院的工作歷盡艱辛，首先是局勢發展未明朗，香港會否落入中共之手仍屬未知之數，其次是修士在逃難過程中四散，跟隨李院長到達香港的只有十多位修士，還有建立修道院的土地及維持當前基本運作的資金，都是困擾神樂院的問題，幸好憑著李院長的信心，最後所有問題都能獲得解決。神樂院在大嶼山的現址，港府原計劃是用來興建麻瘋病院，經天主教教區的神父斡旋後，港督葛亮洪同意租借大嶼山大水坑約73英畝的土地供修士興建神樂院，只需向港府象徵式繳交印花稅港幣1元及每年繳租585港元，同時得到各方教友幫助，神樂院得以完成興建及維繫各項日常開支，1956年2月19日正式遷入大嶼山大水坑現址。神樂院在2000年把英文名改為（Our Lady of Joy Abbey）。

## 建築
神樂院依山而建，以聖堂、小花園、宿舍為主體建築，有道路通往海邊碼頭，上山的路設計成有十四站的「苦路」（象徵耶穌受難時的十四站）。小花園內有聖母亭，中文對聯及以拉丁文寫有意為出入平安的短語，風格中西合璧，該短語中譯為「入者有平安，出者有健康」（PAX INTRANTIBUS，SALUS EXUENTIBUS）:152。

## 隱修生活
院中的隱修士皆以奉行苦行修道生活，遵守本篤規則。祈禱、工作和研讀為其生活主要活動。後來獲贈乳牛，牛奶得以自給自足，之後生產「十字牌牛奶」在香港銷售，近年也有製作曲奇餅。

## 交通
聖母神樂院位於稔樹灣村與銀礦灣山徑中間，汽車或腳踏車無法直達。在稔樹灣有聖母神樂院碼頭，坪洲街渡往來愉景灣遊艇會至坪洲的部份班次會停靠此處，是當地唯一的公共交通工具，下船後可沿山徑前往。其餘時間可由愉景灣碼頭沿著稔樹灣的小徑前往聖母神樂院碼頭附近的山徑，再往上前往神樂院。